# Manual Digest
Manual Digest de les Valls neutres d'Andorra és una recopilació oficial dels usos i costums d'Andorra, manuscrita en català i llatí el 1748 per l'advocat andorrà Antoni Fiter i Rossell.
És la compilació de la història, el govern i els usos i costums d'Andorra. Realitzada a petició del Consell de les Valls, l'obra tenia el propòsit de crear (segons Josep Maria de Porcioles) una "recopilació dels privilegis, franquícies, exempcions, usos i consuetuds" com les que hi havia en altres valls i ciutats properes. S'anomena popularment com "la Bíblia andorrana".
En el Manual Digest hi ha transcrit els arxius històrics andorrans, començant pels documents de Carlemany i Lluís el Piadós. A més recull tot un seguit de dites i normes morals sota de denominació de màximes. És una continuació del tradicional dret consuetudinari català basat en el dret romà i canònic, iniciat en els Usatges de Barcelona. El nom de digest s'utilitza a partir del segle xvi a Europa per referir-se a les compilacions de textos legals i històrics, a imatge del Digest de Justinià del segle VI.
El manuscrit original es conserva a la casa pairal Fiter-Riba, abans Rossell, a Ordino, d'on era natural Antoni Fiter i Rossell. Hi ha dues còpies més, una a l'armari de les set claus de la Casa de la Vall d'Andorra la Vella i l'altra al bisbat de la Seu d'Urgell.
El 1763, mossèn Antoni Puig, en va fer una altra versió més simple anomenada Politar Andorrà.

## Contingut
El títol complet de l'obra és: Manual Digest de las Valls neutras de Andorra, en lo qual se tracta de sa Antiguitat, Govern y Religio, de sos Privilegis, Usos, Preheminencias y Prerrogativas. Es divideix en sis llibres, que porten aquests títols:
- I. De la Naturalesa, Situacio, Domini, Govern y Religio de las Valls de Andorra
- II. Dels Ministres, y Oficials de Justicia, y demes â ella Concernent en las Valls de Andorra
- III. Del Consell General delas Valls de Andorra sa introduccio, Prerogativas, facultats y Constitucio
- IV. Ceremonial de las funcions regulars en que interve lo Comu delas Valls
- V. Serie o Catalogo dels Bisbes de Urgell, y Comptes de Foix
- VI. Cap unich, Maximas Christianas, de Verdadera Politica, y Solida prudencia, las mes utiles per la conservacio de l'estat delas Valls de Andorra

Mostra de normes i màximes:
- Del llibre I
  - Valls de Andorra son pròpia y verdadera Cataluña, com â part de aquest Principat; Andorrans són pròpiament Catalans en tot rigor, y gosan com â tals varias prerrogatives en ell (Capítol III).
  - Subsisteixen las Valls de Andorra per si solas, Component y Constituint, una provincia, o Principat apart, o particular soberania, no dependint en lo Domini, y governatiu, ni en la via judicial de ningu altre, que de sos amantissims Princeps (capítol XII).
- Del llibre VI
  - Prevenir les coses de manera que ninguna sie nova i repentina. (Màxima 34)
  - Escullir per totas empresas y empenyos los homens més integros, discrets y experimentats. (Màxima 6)
  - Fer-se el desentès amb el fi d'evitar un gran dany o aconseguir algun profit

## Importància i pervivència de l'obra
L'objectiu del Manual Digest va ser fixar les normes i els costums andorrans en un document únic, que servís també per legitimar la sobirania d'Andorra en relació amb els estats veïns. El text no va ser imprès i només es va transmetre de manera limitada en còpies manuscrites, però és una de les obres més citades per juristes, polítics i historiadors andorrans, tant com a document històric com a font de dret consuetudinari, juntament amb el Politar andorrà, que n'és una versió realitzada només 15 anys després.
Es va publicar una edició l'any 1987 a cura de Lídia Armengol Vila sobre la còpia que es guardava al Consell General. El 2018 s'ha realitzat una nova edició a càrrec d'Albert Villaró, sobre el manuscrit original d'Antoni Fiter.